# Pierre-Olivier Beckers-Vieujant
Pierre-Olivier baron Beckers-Vieujant (Ukkel, 3 mei 1960) is een Belgisch bedrijfsleider en bestuurder. Hij was van 2004 tot 2021 voorzitter van het Belgisch Olympisch en Interfederaal Comité. Van 1999 tot 2013 was hij tevens directievoorzitter van de Delhaize Groep (supermarktketens).

## Levensloop

### Familie en studies
Pierre-Olivier Beckers-Vieujant is een telg uit het geslacht Beckers en de jongste zoon van ridder Guy Beckers (1924-2020), oud-voorzitter en oud-afgevaardigd bestuurder van Delhaize De Leeuw. De familie Beckers is een belangrijke aandeelhouder van Delhaize. Guy Beckers trouwde met Denise Vieujant (1929-2018), kleindochter van een van de stichters, Jules Vieujant, schoonbroer van de broers Delhaize. Guy Beckers werd in 1996 in de Belgische erfelijke adelstand opgenomen met de persoonlijke titel van ridder. Zijn wapenspreuk luidt Cum Deo ad homines. 
Het echtpaar had vier dochters en twee zoons. Claude Beckers (1952-1977) was leerling-jachtpiloot op de vliegbasis van Brustem en overleefde een crash niet op een MT47, bij Nijvel. In herinnering aan hem hebben zijn ouders in 1993 de Vereniging Claude Beckers opgericht, die zich tot doel stelt kinderen in nood te helpen.
Jonkheer Pierre-Olivier Beckers is in 1983 getrouwd met Karine Josz (1961) en ze hebben drie zoons. Hij verkreeg in 2013 de persoonlijke titel van baron. Bij koninklijk besluit van 5 november 2012 is machtiging verleend aan Pierre-Olivier Beckers en aan zijn nageslacht om hun geslachtsnaam in die van Beckers-Vieujant te veranderen.
Beckers-Vieujant studeerde toegepaste economische wetenschappen aan de Louvain School of Management van de Université catholique de Louvain en behaalde een MBA aan de Harvard Business School in de Verenigde Staten.

### Delhaize
Beckers-Vieujant begon zijn carrière bij Delhaize in 1983 en doorliep de verschillende trappen van de hiërarchie, tot aan de hoogste functie, die van CEO, in 1999. Sinds september 2002 was hij ook CEO van Delhaize America.
Beckers-Vieujant werd in 2000 verkozen tot Manager de l'Année en in 2009 tot CEO BEL 20 van het Jaar. In de Verenigde Staten kwam hij in 2010, 2011 en 2012. bij de 'ranking' van de 50 belangrijkste managers uit de supermarktensector, op de achtste plaats. In voorgaande jaren stond hij 9de of 10de. Hij werd voorafgegaan door zes Amerikanen en door Dick Boer van Ahold.
Eind 2013 stopte Beckers als CEO van Delhaize. Hij bleef wel in de raad van bestuur tot 2015.

### BOIC en IOC
Beckers-Vieujant werd in 2002 lid van de raad van bestuur van het Belgisch Olympisch en Interfederaal Comité (BOIC). In december 2004 werd hij verkozen tot voorzitter. Hij volgde François Narmon op. Hij werd in deze functie herkozen in 2009, 2013 en 2017. In 2021 volgde Jean-Michel Saive hem op als BOIC-voorzitter.
Op 26 juli 2012 werd hij, op de vooravond van de opening van de Olympische Zomerspelen in Londen, verkozen tot lid van het Internationaal Olympisch Comité (IOC).. Hij bleef het enige Belgische lid, nadat voorzitter Jacques Rogge in september 2013 het einde van zijn mandaat bereikte.
Sinds 2014 is hij voorzitter van de auditcommissie van het IOC. Hij is sindsdien ook lid van de commissie financiën en de ethische commissie.
In oktober 2017 werd hij aangesteld als voorzitter van de Coördinatiecommissie van de Olympische Zomerspelen 2024 in Parijs.
Sinds 20 maart 2025 is hij vice-voorzitter van het Internationaal Olympisch Comité.

### Overige functies
Beckers-Vieujant was vicevoorzitter van het Consumer Goods Forum (2009-2010), voorzitter van CIES-The Food Business Forum (2002-2004, 2008-2009) en lid van de raad van bestuur van het Food Marketing Institute (1995-2013).
Hij was vicevoorzitter van het Verbond van Belgische Ondernemingen (2008-2016).
Hij bekleedt of bekleedde ook bestuursmandaten bij GUBERNA (2006-2018), de Commissie Corporate Governance (-2010), Aramark, Bata, D'Ieteren (sinds 2014) en het Fonds Baillet Latour (sinds 2017).
In december 2021 volgde hij Jean Stéphenne op als voorzitter van de Fondation Louvain van de Université catholique de Louvain. Hij is ook bestuurder van de Fondation Saint-Luc.

## Publicatie
- Le comité olympique et interfédéral belge, in: Bulletin van de Vereniging van de Adel van het Koninkrijk België, april 2020.